# Katund i Ri
Katund i Ri is een plaats en voormalige gemeente in de stad (bashkia) Durrës in de prefectuur Durrës in Albanië. Sinds de gemeentelijke herindeling van 2015 doet Katund i Ri dienst als deelgemeente en is het een bestuurseenheid zonder verdere bestuurlijke bevoegdheden. De plaats telde bij de laatste census 10.161 inwoners (2011).